# Ижорско побрђе
Ижорско побрђе (рус. Ижо́рская возвышенность) узвишење је у виду побрђа у западном делу Лењинградске области, на сверозападу европског дела Руске Федерације. У својој основи побрђе је саграђено од кречњачких стена ордовицијумске старости и обухвата територију између јужне обале Финског залива на северу и корита реке Луге на југу. Највиша тачка побрђа је Вороња гора са надморском висином од 175,9 метара. Најсевернија тачка побрђа је абразиони издужени клиф који се доста стрмо спушта ка мору, Балтички клинт.

## Геологија
Ижорско побрђе је у основи изграђено од кречњака, доломита и лапораца ордовицијумске старости који се местимично појављују и на површини. Широм побрђа јако су развијени крашки облици рељефа, а кречњаци чијим растварањем долази до крашког процеса најраспрострањенији су у северном делу побрђа. Толике наслаге кречњака налазе се још једино код града Пикаљова на крајњем истоку Лењинградске области (Тихвинска греда).

## Географија
Ижорско побрђе налази се у западном делу Лењинградске области, између Финског залива на северу и реке Луге на југу. Површина је доста равна и благо нагета од југа ка истоку. Највиши је северни део побрђа где се налазе Дудерхофска брда, са највишом тачком побрђа, брдом Вороња гора висине 175,9 метара. Северни и западни део побрђа се завршава стрмим гребеном који се нагло спушта (висине гребена од 50 до 80 метара) и који је део Балтичког клинта.
Површински рељеф је брдско-моренски, а местимично је јако развијен карст. На побрђу се налазе бројне високе мочваре и мања језера.

### Дудерхофска брда
Дудерхофска брда представљају благо заталасано подручје на североистоку Ижорског побрђа, издигнута су деловањем чеоних морена на околно тло и највиши су део побрђа. Деле се на три засебне брдске целине (Вороња гора, Орехова гора и Кирхоф) које су међусобно раздвојене двема долинама ширине од 100 до 150 метара, и дубине до 30 метара. У подножју Вороње горе налази се моренско Дудерхофско језеро.

### Путиловски плато
У источном делу побрђа налази се Путиловски плато, готово равно узвишење апсолутних висина између 50 и 90 метара. На овом подручју основне стене које граде побрђе прекривене су дебљим слојевима глацијалних седимената и налазе се на већим дубинама. Подручје је испресецано дубоким долинама река Волхова, Тосне и Сјаса, а у коритима су бројни водопоади и брзаци.

## Историја
Подручје Ижорског побрђа је још од XIII века, захваљујући плодном тлу, познато по развијеној пољопривреди. У средњем веку било је то једно од најгушће насељених подручја Новгородске кнежевине.
Људи су на Ижорском побрђу сконцентрисани углавном у мањим сеоским насељима, а највећи град који ту лежи је Пушкин, са преко 90.000 становника.